# Де Йонг, Идске
И́дске де Йонг (нидерл. Idske de Jong; род. 18 августа 1984) — нидерландская кёрлингистка.

## Команды
| Сезон   | Четвёртый              | Третий               | Второй             | Первый         | Запасной          | Тренер                                           | Турниры                              |
| ------- | ---------------------- | -------------------- | ------------------ | -------------- | ----------------- | ------------------------------------------------ | ------------------------------------ |
| 2005—06 | Шари Лейббрандт-Деммон | Эллен ван дер Каммен | Маргрита Воскёйлен | Эрика Дорнбос  | Идске де Йонг     | Ben Wiegers (ЧЕ, ЧМ), Robert van der Cammen (ЧЕ) | ЧЕ 2005 (7 место) ЧМ 2006 (12 место) |
| 2006—07 | Шари Лейббрандт-Деммон | Маргрита Воскёйлен   | Идске де Йонг      | Marlijn Muller | Esther Romijn     | Kay Montgomery                                   | ЧЕ 2006 (10 место)                   |
| 2007—08 | Шари Лейббрандт-Деммон | Маргрита Воскёйлен   | Esther Romijn      | Идске де Йонг  |                   | Cindy Bishop                                     | ЧЕ 2007 (12 место)                   |
| 2008—09 | Шари Лейббрандт-Деммон | Маргрита Воскёйлен   | Esther Romijn      | Идске де Йонг  | Marianne Neeleman | Kay Montgomery                                   | ЧЕ 2008 (9 место)                    |

(скипы выделены полужирным шрифтом)